# وحدة عمل
لا ينبغي الخلط بينها وبين وحدة العمل.
وحدة العمل: هي نمط سلوكي في تطوير البرمجيات. وقد عرّفها مارتن فاولر على أنها كل ما يفعله الشخص أثناء معاملة تجارية يمكن أن يؤثر على قاعدة البيانات.
عند الانتهاء من وحدة العمل، ستوفر كل ما يجب القيام به لتغيير قاعدة البيانات نتيجة للعمل.
تحتوي وحدة العمل على واحد أو أكثر من مستودعات التعليمات البرمجية وقائمة من الإجراءات التي يتعين تنفيذها والتي تعتبر ضرورية للتنفيذ الناجح لتغيير البيانات المتسق والمكتفي بذاته. وحدة العمل مسؤولة أيضًا عن التعامل مع مشكلات التزامن، ويمكن استخدامها للمعاملات  وأنماط الثبات.

## اقرأ أيضاً
- أسيد (معلوماتية) (الذرية، الاتساق، العزلة، الدوام) مجموعة من خصائص معاملات قاعدة البيانات.
- إجراءات قاعدة البيانات، وحدة العمل ضمن نظام إدارة قاعدة البيانات.